# Liberia (ubiór)

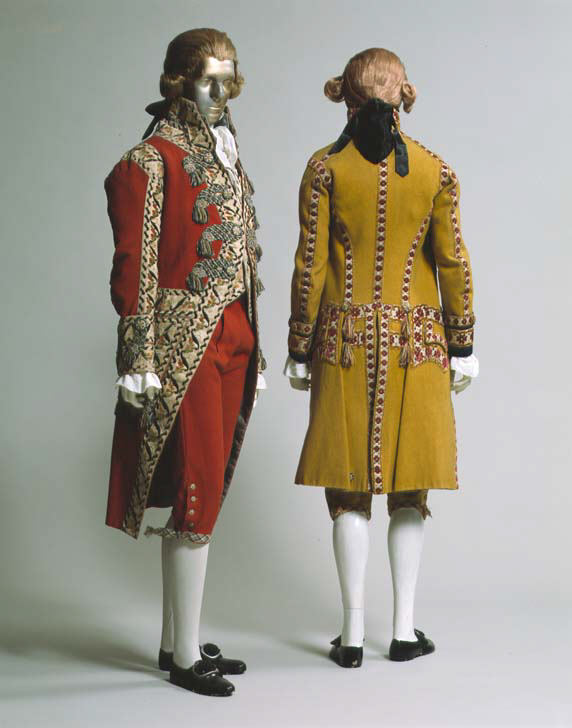
Liberia służącego (początek XIX w.)

Liberia – rodzaj ujednoliconego ubioru (uniformu). Dawniej stosowany wśród służby królewskiej lub magnackiej w kolorystyce herbu pracodawcy. Współcześnie standaryzowany strój pracowniczy osób zatrudnionych w hotelarstwie (np. pokojówek), gastronomii (np. kelnerów) itp.